# لوح نمرود ك.3751
لوح نمرود K.3751، المعروف أيضًا باسم قصر كالح، ملخص النقش 7 هو نقش على لوح طيني يعود تاريخه إلى ق. 733 قبل الميلاد من عهد تغلث فلاسر الثالث (745 إلى 727 قبل الميلاد)، اكتشفه جورج سميث عام 1873 في نمرود (الآن في العراق ). يصف اللوح السنوات السبع عشرة الأولى من حكم تغلث فلاصر الثالث، ومن المرجح أنه تم تأليفه في عامه السابع عشر أو بعده بفترة وجيزة. ويحتوي على أول إشارة أثرية معروفة إلى يهوذا (Yaudaya أو KUR.ia-ú-da-aa).
يتكون النص من 50 و 35 سطرًا من النقش على القطعتين الرئيسيتين. وهو الأكثر تفصيلاً بين نقوش تغلث فلاسر الثالث الموجزة، ويحتوي على الرواية الكاملة الوحيدة المعروفة لبناء تغلث فلاسر الثالث من نمرود.
على الرغم من أنها تحمل رمز التعريف K 3751، حيث يرمز الحرف K إلى Kouyunjik (عادةً مكتبة آشور بانيبال )، إلا أنه من المرجح أنها اكتشفت بالفعل في نمرود حيث نقش عليها المنقبون "SE Palace Nimroud".

المقتطف الأكثر شهرة من النص، بما في ذلك الإشارة إلى الملك آحاز (المكتوب في النقش باسم يهوآحاز، وهو اسمه الأطول) ملك يهوذا، كما ترجمه مشروع RINAP (النقوش الملكية في العصر الآشوري الحديث) التابع لجامعة بنسلفانيا، هو كما يلي:
"في جميع الأراضي (الأجنبية) التي ... [... تلقيت الدفع] من Kuštašpi من أرض Kummuḫu، Urik(ki) من أرض Que، Sibitti-biʾil من المدينة [بيبلوس، حيرام من أرض صور، بيسيريس مدينة كركميش، إني-إيل من أرض حماة، بانامو من مدينة سمعال، تارهولارا من مدينة جرقوم، سولو[مال من أرض ميليد، داديلو من مدينة كاسكا، يو]افترض الأرض تابال، أوشتيتي من مدينة تونا، أوربالا من مدينة توغانا، توهام [مي من مدينة إيشتوندا، أوريمي من مدينة أوبيسنا، (رؤيا 10') ما]تان بييل (متان بعل) من مدينة أرواد، وسنيبو من أرض بيت عمون، وسلامانو من أرض موآب، ...[... من ...، ... من ...، وميتينتي من الأرض عسقلان، ويهوآحاز من أرض يهوذا، وقوس ملكة من أرض أدوم، وموس...[... من ...، ... من ...، (و) خانونو من مدينة غزة: الذهب، الفضة، والقصدير، والحديد، والرصاص، والملابس متعددة الألوان، وملابس الكتان، وملابس أراضيهم، والصوف الأحمر الأرجواني، [...، كل أنواع] المواد الثمينة، ومنتجات البحر (و) الأراضي الجافة، وسلع أراضيهم. الأراضي، والكنوز الملكية، والخيول (و) البغال المكبلة بالنير[...]."